# Brustem
Brustem és un antic municipi de Bèlgica a la província de Limburg a la vall del Melsterbeek, un afluent del Gete. L'1 de gener de 1977 va fusionar amb Sint-Truiden.
Un primer esment escrit Brustemium data de l'any 1139 quan Alberó II de Chiny-Namur, príncep-bisbe de Lieja publica una llista de les esglésies que han de pagar un delme. Era un feu de Loon o a la frontera, o dins del comtat de Duras. A l'edat mitjana, la rivalitat entre Brustem i Sint-Truiden va ser quasi llegendària. El 1086 la gent de Brustem va destrossar la ciutat i l'abadia de Sint-Truiden. En revenja, les milícies de Sint-Truiden, conduïts pel comte de Duras van metre malbé Brustem el 1160, 1171 i 1180. El comte Lluís I de Loon va construir el castell de mota i pati i va fortificar l'església i el cementiri amb muralles. El 1170 va rebre els drets de ciutat, però per la competència de la ciutat de Sint-Truiden veïna, mai no va esdevenir un centre important.
El castell de Brustem va tenir un paper important a la batalla de Brustem el 28 d'octubre del 1467, entre Carles I de Borgonya i els ciutadans i els gremis de Lieja. Finalment va ser enderrocat el 1489 pel duc de Saxònia. En queden al dia d'avui parts de la torre mestre, de les fosses, del talusos així com la font de Clodoveu I (Clovisbron).
Fins avui queda un poble rural, conegut per la fruticultura i la caserna de la força aèria de Bèlgica, establerta a la carretera de Lieja o chaussée de Liège, amb el sobrenom francès de chaussée d'Amour, per l'omnipresència de cases de barrets que va inspirar una sèrie televisiva que ha de sortir el 2016. La basi de les forces aèrees i la pista de l'aeroport militar van tancar el 1996. Una part de l'antiga zona militar s'està transformant en polígon industrial.

## Llocs d'interés
- Ruïnes de l'antic castell de mota i pati
- La Capilla d'Euqueri
- L'església de Llorenç del segle XVIII
- La Chaussée de l'Amour

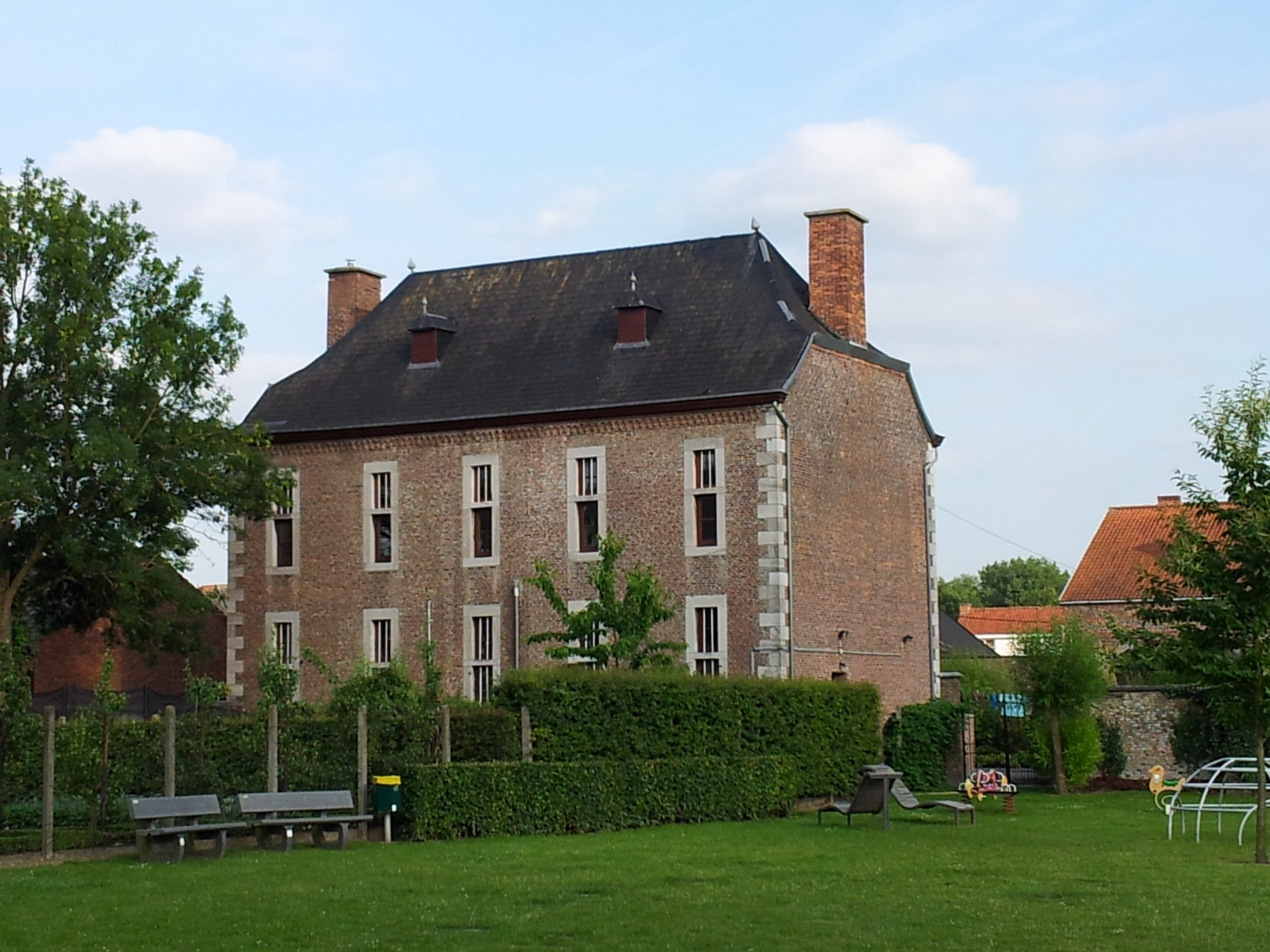
Rectoria
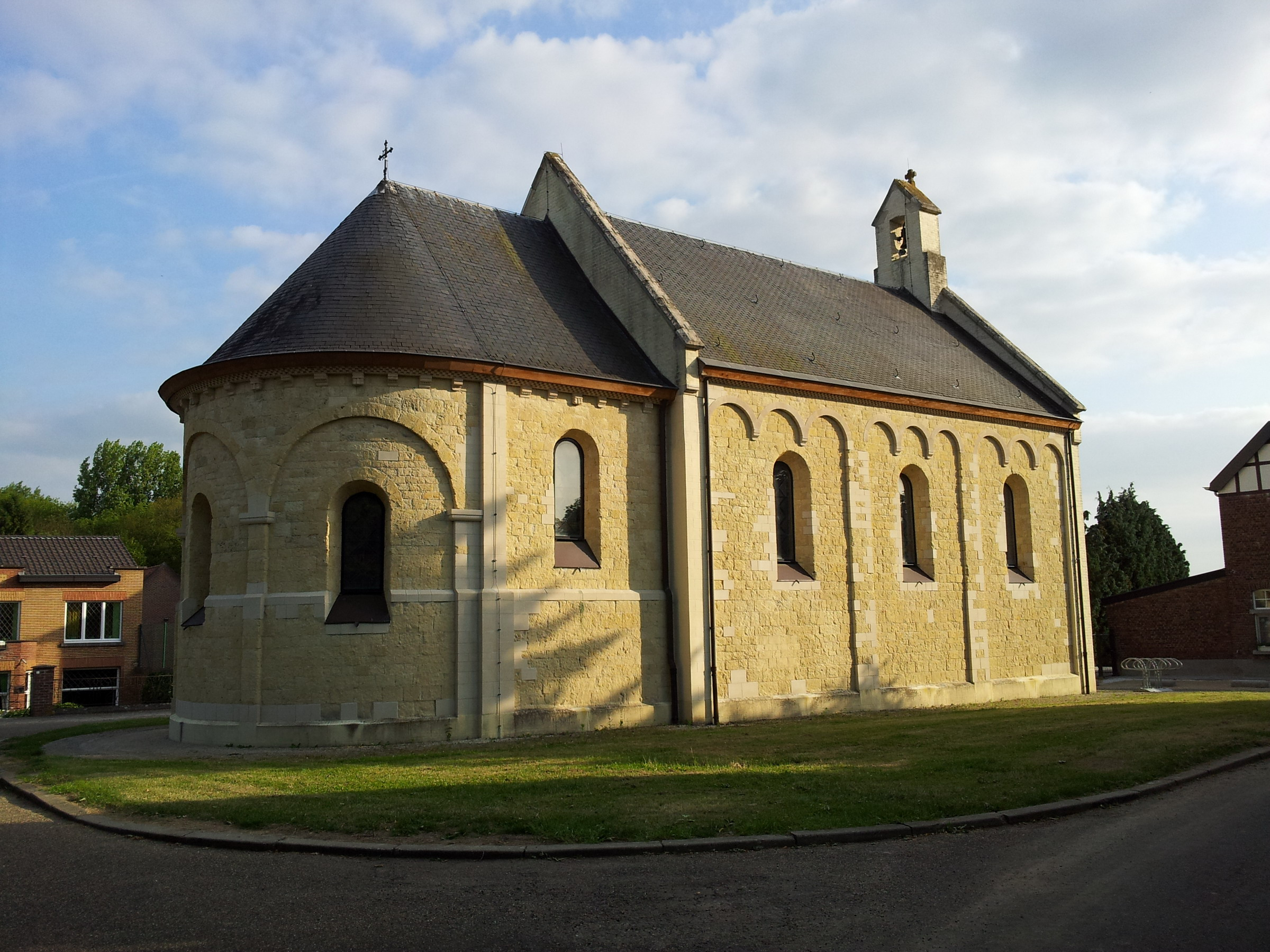
Capilla de Sant Euqueri
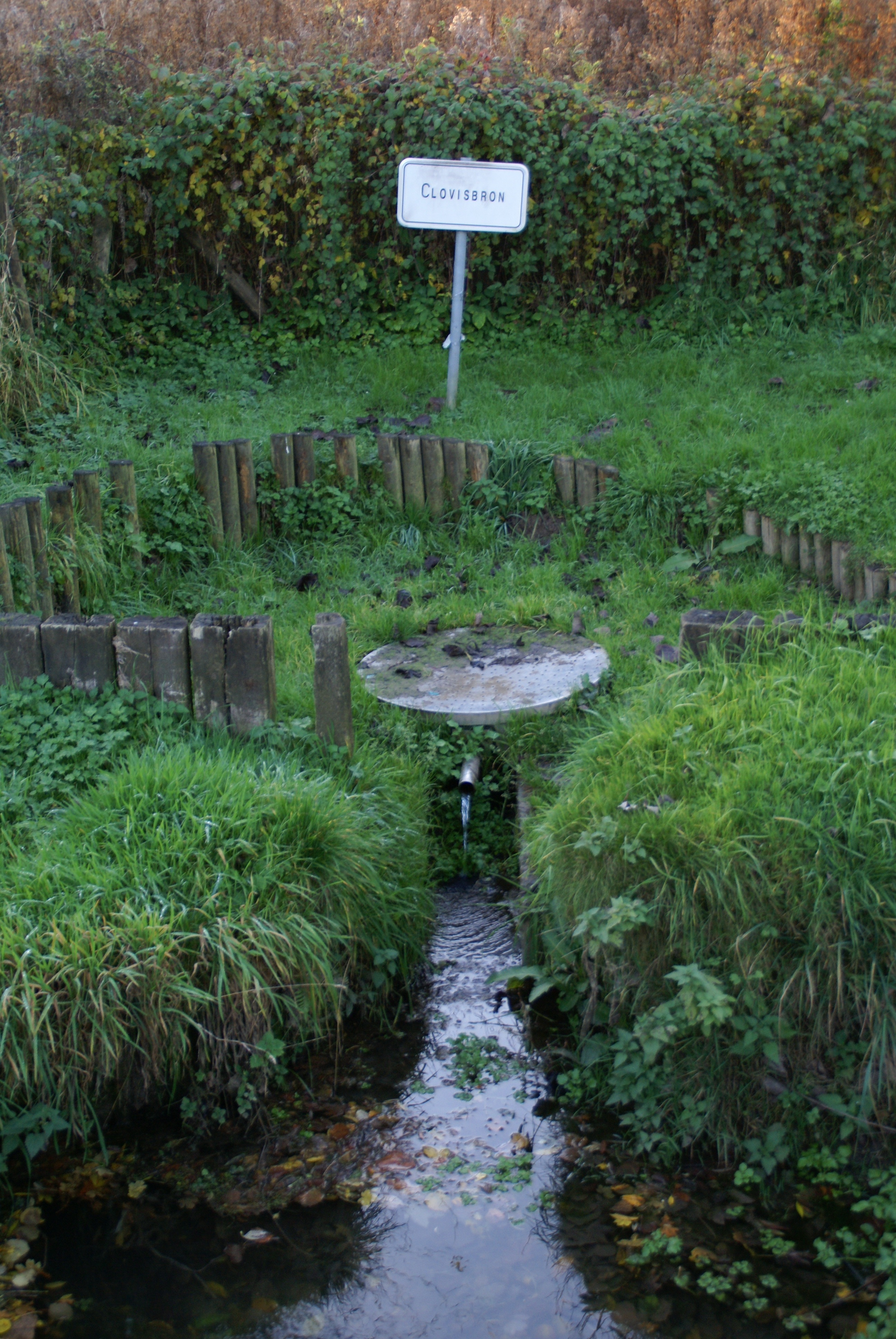
Font de Clodoveu I
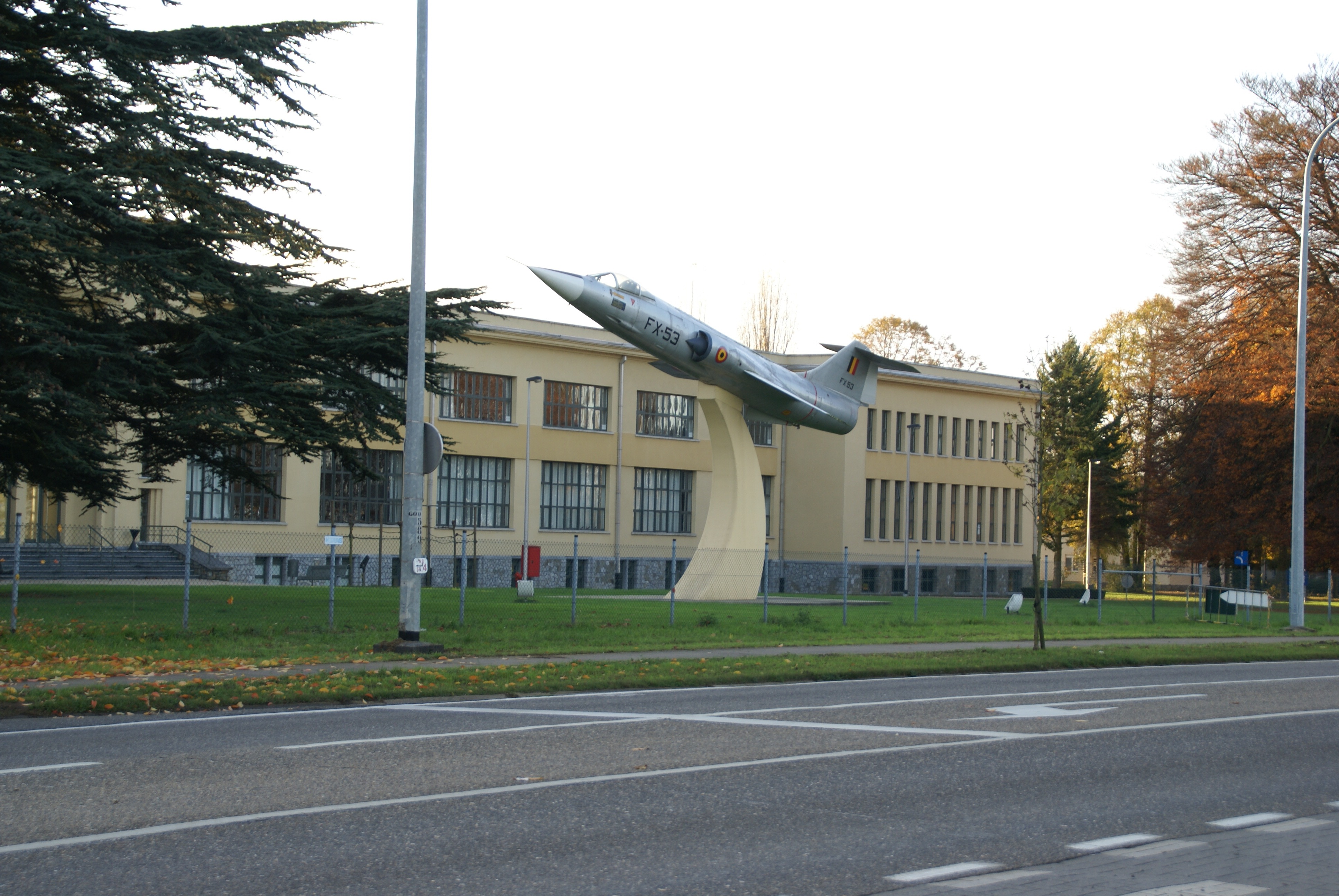
Entra de l'antiga caserna de les forces aèrees de Bèlgica